# Пестов, Дмитрий Григорьевич
Дмитрий Григорьевич Пестов (10 ноября 1924, Фоминский район, Горьковский край, РСФСР, СССР — 19 мая 1991, Дзержинск, Нижегородская область) — советский военнослужащий, участник Великой Отечественной войны, полный кавалер ордена Славы, наводчик орудия 275-го гвардейского истребительно-противотанкового артиллерийского полка, гвардии младший сержант — на момент представления к награждению орденом Славы 1-й степени.

## Биография
Родился 10 ноября 1924 года в деревне Тройнино, ныне Гороховецкий район, Владимирская область. Окончил 8 классов. В 1930 году с семьёй переехал в город Дзержинск Горьковской области. Работал учеником токаря, токарем на Игумновской ТЭЦ.
В 1942 году был призван в Красную Армию. На фронте с января 1943 года. Боевой путь начал в пехоте, был ранен. После госпиталя весной 1943 года был направлен в 275-й гвардейский истребительно-противотанковый артиллерийский полк 4-й гвардейской отдельной истребительно-противотанковой артиллерийской бригады РВГК. Был подносчиком снарядов, помощником наводчика, наводчиком.
Участвовал с сражении на Курской дуге, форсировании реки Днепр, в боях за освобождение Белоруссии. Был награждён двумя медалью «За отвагу». Отличился в боях на территории Польши и Германии.
23 июля 1944 года в бою за населённый пункт Травники гвардии младший сержант Пестов в составе расчёта подбил 4 вражеских танка, из личного оружия уничтожил 7 автоматчиков, прорвавшихся на огневые позиции.
Приказом от 12 августа 1944 года гвардии младший сержант Пестов Дмитрий Григорьевич награждён орденом Славы 3-й степени.
26 августа 1944 года при отражении контратаки противника в районе населённых пунктов Кликава, Гура-Пулавска гвардии младший сержант Пестов огнём из орудия подавил 2 пулемёта, подбил танк, рассеял и частично истребил до взвода пехоты противника. Был ранен, но поля боя не покинул. На всю жизнь в плече остался осколок.
Приказом от 27 октября 1944 года гвардии младший сержант Пестов Дмитрий Григорьевич награждён орденом Славы 2-й степени.
14 января 1945 года в бою при прорыве обороны противника в районе населённого пункта Паенкув гвардии сержант Пестов с расчётом артиллерийским огнём вывел из строя противотанковую пушку, 2 огневые точки, разрушил блиндаж, истребил до 10 противников, чем способствовал продвижению стрелковых подразделений. 17 января, при отражении танковой атаки, заменил погибшего командира орудия. Вёл огонь по танкам через ствол, так как прицел был разбит. Последний танк поджёг противотанковой гранатой.
Указом Президиума Верховного Совета СССР от 24 марта 1945 года за мужество, отвагу и бесстрашие, проявленные в боях с вражескими захватчиками гвардии младший сержант Пестов Дмитрий Григорьевич награждён орденом Славы 1-й степени. Стал полным кавалером ордена Славы.
Войну гвардии сержант Пестов закончил в Берлине уже командиром расчёта. За последние бои был награждён орденом Красной Звезды. Член ВКП(б)/КПСС с 1945 года. После Победы ещё два года служил в Германии. В 1947 году был демобилизован.
Вернулся в город Дзержинск. Работал на Игумновской ТЭЦ, стал машинистом турбины. В 1953 году окончил Дзержинский химико-механический техникум, вечернее отделение. Три года по призыву партии работал механиком на Слободской МТС. Потом снова в Дзержинск, механиком по ремонту химического оборудования на химкомбинате «Капролактам».
Скончался 19 мая 1991 года. Похоронен на кладбище города Дзержинска.

## Награды
Награждён орденами Отечественной войны 1-й степени, Красной Звезды, Славы 3-х степеней, медалями, в том числе двумя «За отвагу».